# Hydrosaurus pustulatus
L'idrosauro crestato delle Filippine (Hydrosaurus pustulatus (Eschscholtz, 1829)) è un sauro della famiglia Agamidae, endemico delle Filippine.

## Descrizione

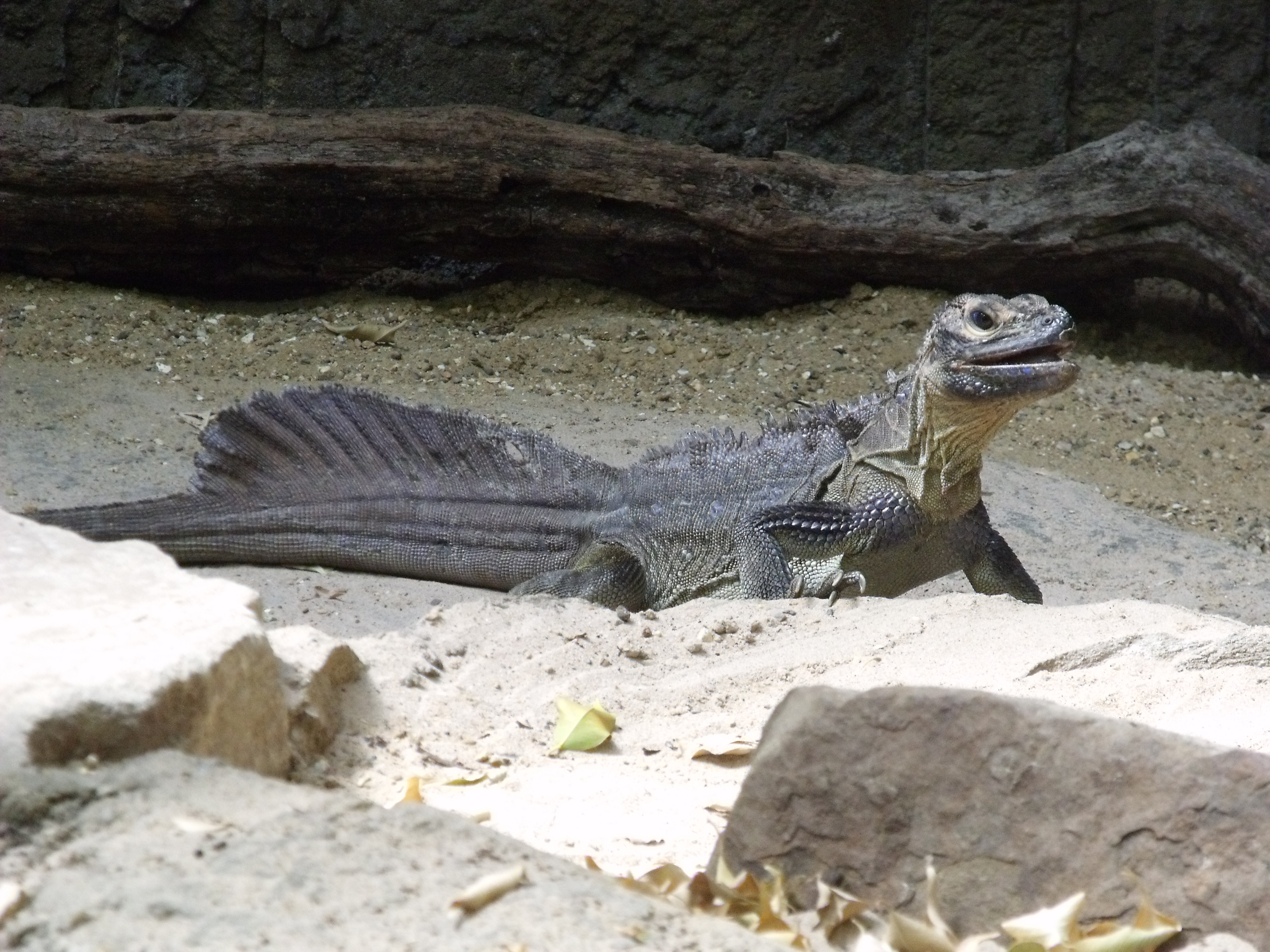
Maschio di H. pustulatus

È un sauro di notevoli dimensioni, che può raggiungere 1 m di lunghezza.
Ha una livrea grigio-verdastra e si caratterizza per una vistosa cresta dorsale che si sviluppa dal collo sino alla coda; nei maschi la coda è dotata di una plica cutanea erettile, lunga sino a 8 cm, con funzione propulsiva durante il nuoto, che probabilmente ha un ruolo anche nella termoregolazione.

## Biologia
È una specie semi-aquatica, probabilmente onnivora. È ovipara e depone le sue uova in buche scavate lungo le rive dei fiumi.

## Distribuzione e habitat
È una specie endemica dell'arcipelago delle Filippine, diffusa sulle isole di Luzon, Polillo, Mindoro, Negros, Cebu, Guimaras, Panay, Bohol, Masbate, Tablas, Romblon, Sibuyan e Catanduanes.
Il suo habitat tipico sono le aree di foresta tropicale di bassa quota, in prossimità dei corsi d'acqua, ma può essere rinvenuto anche all'interno delle aree coltivate.

## Conservazione
A causa della deforestazione, che ha ridotto progressivamente il suo habitat, Hydrosaurus pustulatus è classificato dalla IUCN Red List come specie vulnerabile.